# Штабной переулок (Одесса)
Штабной переулок — короткая (125 метров) улица в Одессе, в историческом районе города, от Канатной улицы до улицы Ямчитского. Выходит к площади Куликово поле 

## История
Назван по находившимся здесь командным военным учреждениям.

## Достопримечательности
Корпус штаба Военно-морских сил Украины — бывший корпус штаба Одесского военного округа (архитектор Рудницкий С. И., 1903—1904)
Одесская областная государственная администрация
Доходные дома Л. Гольденгорна (архитектор  Влодек Л. Л., нач. 1900-х гг)